# Dave Fridmann
David Lawrence Fridmann, detto Dave (Buffalo, 1968), è un produttore discografico e musicista statunitense.
Attivo dal 1989, è conosciuto per la sua militanza come bassista nei primi Mercury Rev e per la sua lunga attività di produttore discografico.
Ha prodotto album di numerose band indie rock del panorama mondiale, soprattutto The Flaming Lips, ma anche Mogwai, Low, Neon Indian, Sparklehorse, Clap Your Hands Say Yeah, Tame Impala, MGMT e OK Go. 
Ha lavorato inoltre con Weezer, Ed Harcout, Saxon Shore, Wolf Gang, Zazen Boys, Number Girl, Hopewell, Black Moth Super Rainbow, Goldrush, Gemma Hayes, Elf Power, Mass of the Fermenting Dregs.

## Principali produzioni discografiche[1]
| Anno | Album                                              | Gruppo/Artista           |
| ---- | -------------------------------------------------- | ------------------------ |
| 2014 | Dizzy Heights                                      | Neil Finn                |
| 2013 | MGMT                                               | MGMT                     |
| 2013 | The Terror                                         | The Flaming Lips         |
| 2012 | Lonerism (mixaggio)                                | Tame Impala              |
| 2012 | Hello Hum                                          | Wintersleep              |
| 2012 | In the Belly of the Brazen Bull                    | The Cribs                |
| 2011 | Era Extraña                                        | Neon Indian              |
| 2011 | 180/365                                            | OK Go                    |
| 2011 | Suego Faults                                       | Wolf Gang                |
| 2011 | Flux Outside                                       | Royal Bangs              |
| 2011 | No Devolución                                      | Thursday                 |
| 2010 | Innerspeaker (mixaggio)                            | Tame Impala              |
| 2010 | The Wild Trapeze                                   | Brandon Boyd             |
| 2010 | Of the Blue Colour of the Sky                      | OK Go                    |
| 2009 | Embryonic                                          | The Flaming Lips         |
| 2009 | Eating Us                                          | Black Moth Super Rainbow |
| 2009 | Common Existence                                   | Thursday                 |
| 2008 | Oracular Spectacular                               | MGMT                     |
| 2008 | Zazen Boys 4                                       | Zazen Boys               |
| 2008 | Walk It Off                                        | Tapes 'N Tapes           |
| 2008 | Snowflake Midnight                                 | Mercury Rev              |
| 2008 | Christmas on Mars                                  | The Flaming Lips         |
| 2007 | Some Loud Thunder                                  | Clap Your Hands Say Yeah |
| 2007 | Drums and Guns                                     | Low                      |
| 2006 | The Philosophy of Velocity                         | Brazil                   |
| 2006 | Dreamt for Light Years in the Belly of a Mountain  | Sparklehorse             |
| 2006 | A City by the Light Divided                        | Thursday                 |
| 2006 | At War With The Mystics                            | The Flaming Lips         |
| 2005 | The Exquisite Death of Saxon Shore                 | Saxon Shore              |
| 2005 | The Woods                                          | Sleater-Kinney           |
| 2005 | The Secret Migration                               | Mercury Rev              |
| 2005 | The Great Destroyer                                | Low                      |
| 2004 | Phantom Planet                                     | Phantom Planet           |
| 2003 | Songs for Dustmites                                | Steve Burns              |
| 2003 | Per Second, Per Second, Per Second... Every Second | Wheat                    |
| 2003 | Night on My Side                                   | Gemma Hayes              |
| 2003 | Drveće i rijeke [Trees and Rivers]                 | Pips, Chips & Videoclips |
| 2003 | Cuatro caminos                                     | Café Tacuba              |
| 2003 | Bad Timing                                         | Grand Mal                |
| 2002 | Yoshimi Battles the Pink Robots                    | The Flaming Lips         |
| 2002 | Num Heavy Metallic                                 | Number Girl              |
| 2002 | Romantica                                          | Luna                     |
| 2002 | Hate                                               | The Delgados             |
| 2001 | Rock Action                                        | Mogwai                   |
| 2001 | It's a Wonderful Life                              | Sparklehorse             |
| 2001 | All Is Dream                                       | Mercury Rev              |
| 2000 | The Great Eastern                                  | The Delgados             |
| 2000 | Sappukei                                           | Number Girl              |
| 1999 | XIV                                                | Home                     |
| 1999 | The Soft Bulletin                                  | The Flaming Lips         |
| 1999 | Hope and Adams                                     | Wheat                    |
| 1999 | A Dream in Sound                                   | Elf Power                |
| 1999 | Come On Die Young                                  | Mogwai                   |
| 1998 | Deserter's Songs                                   | Mercury Rev              |
| 1997 | Zaireeka                                           | The Flaming Lips         |
| 1997 | Souls for Sale                                     | Verbena                  |
| 1995 | See You on the Other Side                          | Mercury Rev              |
| 1995 | Clouds Taste Metallic                              | The Flaming Lips         |
| 1993 | Boces                                              | Mercury Rev              |
| 1992 | Hit to Death in the Future Head                    | The Flaming Lips         |
| 1991 | Yerself Is Steam                                   | Mercury Rev              |
| 1990 | In a Priest Driven Ambulance                       | The Flaming Lips         |